# Viacom 18
Viacom 18 Media Private Limited es una empresa india multimedia propiedad de TV18 y Paramount Global con sede en Mumbai, India. Fue fundada en noviembre de 2007 y posee varios canales de Paramount, así como varios productos de consumo en India.

## Historia
MTV Networks India se fundó cuando MTV terminó su contrato de 5 años con Disney Star. En ese momento, Nickelodeon, VH1 también se lanzaron en India. En 2007, Network18, a través de su unidad de transmisión de televisión, adquirió una participación. En 2008, se lanzó un canal hindi GEC, Colors TV.
En enero de 2010, Viacom 18 se internacionalizó con el lanzamiento de Colors en Estados Unidos. El canal se llama Aapka Colors. En julio de 2010, entró en una empresa conjunta de distribución 50/50 con Sun Network para formar Sun 18.
En diciembre de 2011, Viacom 18 lanzó Nickelodeon Sonic dirigido a adultos jóvenes.
En enero de 2014, TV18 adquirió los activos de televisión en idioma no telugu de ETV Network por ₹ 2053 millones de rupias, con permiso para usar la marca ETV.
El grupo Network18 fue adquirido por el conglomerado Reliance Industries liderado por Mukesh Ambani en 2014.
En marzo de 2015, Viacom 18 decidió cambiar el nombre de los cinco canales regionales de entretenimiento general ETV en idioma no telugu . ETV Marathi , ETV Gujarati , ETV Kannada , ETV Bangla y ETV Odia fueron rebautizados como Colors Marathi , Colors Gujarati , Colors Kannada , Colors Bangla y Colors Odia respectivamente.
La compañía también es propietaria de Viacom18 Studios . El 31 de enero de 2018, TV18 anunció la adquisición de la mayoría de Viacom en la empresa conjunta, tomando el control operativo y dejando a Viacom con una participación minoritaria. El 1 de octubre de 2019, Viacom 18 lanzó Colors HD en Malasia en Astro Malaysia ; cada serie se servirá con subtítulos en malayo e inglés.
Más recientemente, la compañía había firmado un acuerdo con la Asociación Nacional de Baloncesto para ofrecer juegos de la NBA en vivo mediante todas sus propias redes.
En 2022, lanzó un canal dedicado a deportes llamado Sports18. Anteriormente, los dos jugadores principales eran Star Sports y Sony . También puede ofertar por los derechos de transmisión de la Indian Premier League para el ciclo 2023-27, que antes eran propiedad de Disney Star . Además del cricket, la Copa Mundial de la FIFA 2022 , La Liga y los Campeonatos Mundiales de la BWF son otras especialidades.
En marzo de 2024, Paramount vende su participación del 13% de Viacom18 a Reliance Industries por US$ 517 millones.

## Canales
Canales propiedad y operados por Viacom18:
| Canal                     | Lanzamiento | Idioma                                                       | Categoría               | Disponiblidad en SD/HD | Notas                                  |
| ------------------------- | ----------- | ------------------------------------------------------------ | ----------------------- | ---------------------- | -------------------------------------- |
| Colors TV                 | 2008        | Hindi                                                        | Entretenimiento general | SD+HD                  |                                        |
| Colors Rishtey            | 2014        | Hindi                                                        | Entretenimiento general | SD                     |                                        |
| Colors Cineplex           | 2016        | Hindi                                                        | Películas               | SD+HD                  |                                        |
| Colors Cineplex Bollywood | 2021        | Hindi                                                        | Películas               | SD                     |                                        |
| Colors Cineplex Superhits | 2022        | Hindi                                                        | Películas               | SD                     |                                        |
| MTV                       | 1996        | Hindi                                                        | Juvenil                 | SD+HD                  |                                        |
| MTV Beats                 | 2014        | Hindi                                                        | Música                  | SD+HD                  |                                        |
| Sports 18 Khel            | 2022        | Hindi                                                        | Deportes                | SD                     |                                        |
| Colors Infinity           | 2015        | Inglés                                                       | Entretenimiento general | SD+HD                  |                                        |
| Comedy Central            | 2012        | Inglés                                                       | Entretenimiento general | SD+HD                  |                                        |
| VH1                       | 2005        | Inglés                                                       | Música                  | SD+HD                  |                                        |
| Sports18 1                | 2022        | Inglés                                                       | Deportes                | SD+HD                  |                                        |
| Nickelodeon               | 1999        | Hindi Tamil Telugu Malayalam Bengalí Maratí Guyaratí Kannada | infantil                | SD                     |                                        |
| Nickelodeon Sonic         | 2011        | Hindi Tamil Telugu Malayalam Bengalí Maratí Guyaratí Kannada | infantil                | SD                     |                                        |
| Nick Jr.                  | 2012        | Hindi Inglés                                                 | infantil                | SD                     |                                        |
| Nick HD+                  | 2015        | Hindi Inglés                                                 | infantil                | HD                     |                                        |
| Colors Bangla             | 2000        | Bengalí                                                      | Entretenimiento general | SD+HD                  | Previamente conocido como ETV Bangla   |
| Colors Bangla Cinema      | 2019        | Bengalí                                                      | Películas               | SD                     |                                        |
| Colors Gujarati           | 2002        | Guyaratí                                                     | Entretenimiento general | SD                     | Previamente conocido como ETV Gujarati |
| Colors Gujarati Cinema    | 2019        | Guyaratí                                                     | Películas               | SD                     |                                        |
| Colors Kannada            | 2000        | Kannada                                                      | Entretenimiento general | SD+HD                  | Previamente conocido como ETV Kannada  |
| Colors Super              | 2016        | Kannada                                                      | Entretenimiento general | SD                     |                                        |
| Colors Kannada Cinema     | 2018        | Kannada                                                      | Películas               | SD                     |                                        |
| Colors Marathi            | 2000        | Maratí                                                       | Entretenimiento general | SD+HD                  | Previamente conocido como ETV Marathi  |
| Colors Odia               | 2002        | Odia                                                         | Entretenimiento general | SD                     | Previamente conocido como ETV Odia     |
| Colors Tamil              | 2018        | Tamil                                                        | Entretenimiento general | SD+HD                  |                                        |